# Чалошево
Чалошево или Чалъшево (на македонска литературна норма: Чалошево или Чолошево) е село, намиращо се в средния дял на община Велес, Северна Македония.

## География
Чалошево е разположено в равнинна местност, като средната му надморска височина е 382 м. Отстои на 5 км от административния град Велес. Землището му заема площ от 6,3 км2, от които обработваемите земи са 407 ха, а пасищата 142 ха. В селото функционира начално училище. Жителите му се занимават главно със земеделие.

## История
В „Етнография на вилаетите Адрианопол, Монастир и Салоника“, издадена в Константинопол в 1878 година и отразяваща статистиката на населението от 1873 година, Чалошево е посочено като село с 24 домакинства със 73 жители българи и 24 мюсюлмани.
Според статистиката на Васил Кънчов („Македония. Етнография и статистика“) от 1900 година Чалъшево е смесено българо-турско село с 60 жители българи християни и 190 турци.
В началото на XX век цялото село е под върховенството на Българската екзархия. По данни на секретаря на екзархията Димитър Мишев („La Macédoine et sa Population Chrétienne“) в 1905 година в Чалишево има 64 българи екзархисти.
След Междусъюзническата война в 1913 година селото попада в Сърбия.
На етническата си карта от 1927 година Леонард Шулце Йена показва Чалишлар (Čališlar) като българо-турско село.
Според преброяването от 2002 година селото има 210 жители.
| Националност | Всичко |
| македонци    | 206    |
| албанци      | 0      |
| турци        | 0      |
| роми         | 0      |
| власи        | 0      |
| сърби        | 3      |
| бошняци      | 0      |
| други        | 1      |